# Fostate

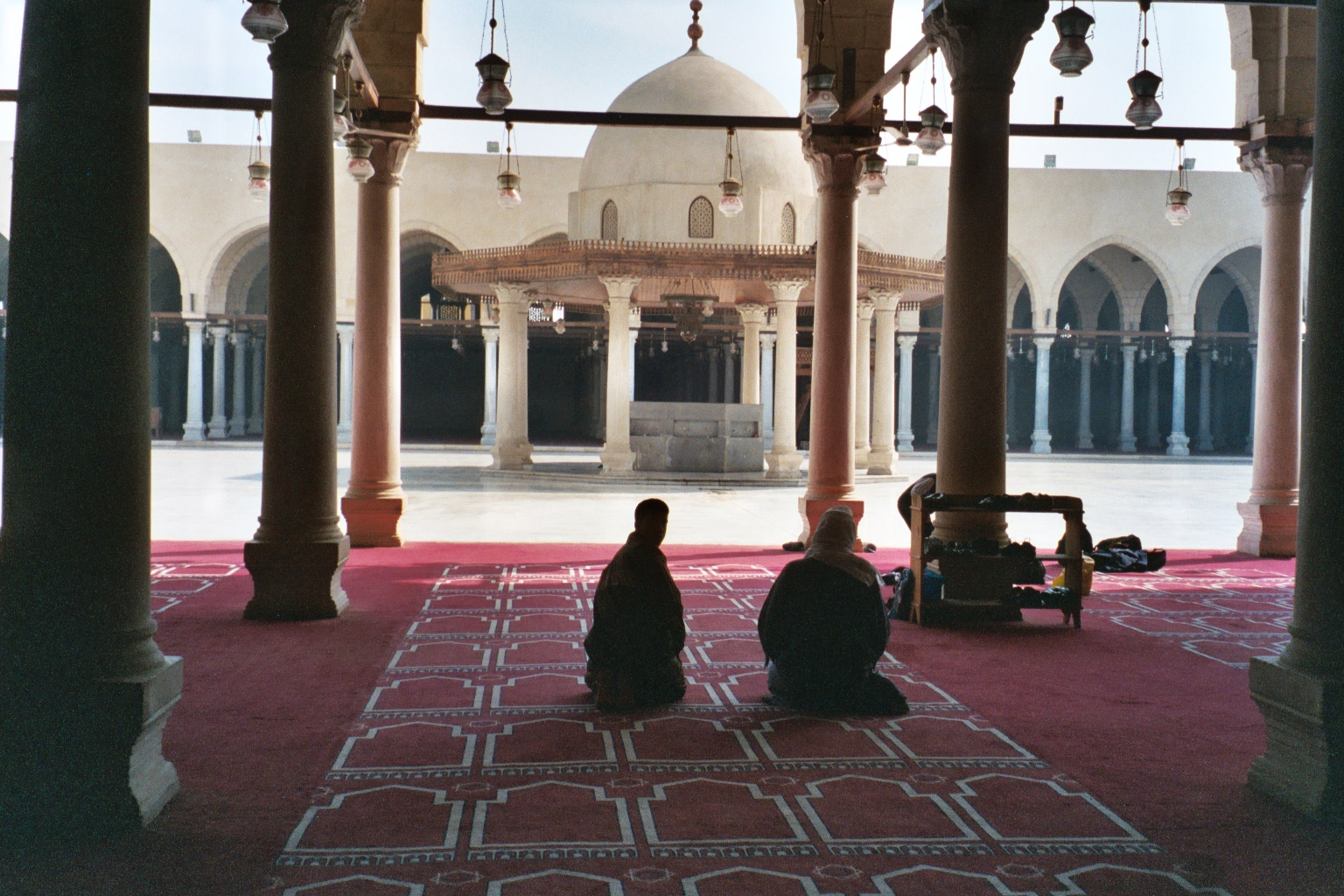
Mesquita de Anre. Embora nenhum da estrutura original tenha permanecido, a mesquita foi a primeira construída no Egito e foi em torno deste local, no sítio da tenda do comandante Anre ibne Alas, que Fostate foi construída

Fostate (em árabe: الفسطاط‎, al-Fusţāţ; em copta: Ⲫⲩⲥⲧⲁⲧⲱⲛ), Micer Fostate (Misr al-Fustat) e Fostate-Micer (Fustat-Misr) foi a primeira capital do Egito sob domínio muçulmano. Foi construído pelo general Anre ibne Alas logo depois da conquista do Egito em 641, e contou com a Mesquita de Anre, a primeira mesquita construída no Egito e em toda a África.
A cidade atingiu o seu auge no século XII, com população de aproximadamente 200 000. Foi centro do poder administrativo no Egito até que foi incendiada em 1168 sob ordens do vizir Xauar para evitar que sua riqueza fosse tomada pelos cruzados. Seus restos foram absorvidos pelo Cairo, que foi construída ao norte de Fostate em 969 quando os fatímidas conquistaram a região e criaram uma nova cidade como recinto real para o califa. A área, em seguida, caiu em desuso por centenas de anos e foi usado como depósito de lixo.
Hoje, Fostate faz parte do Velho Cairo, com poucos prédios remanescentes de seus dias como capital, embora tenha havido muitas escavações arqueológicas que tomaram vantagem da riqueza do material enterrado na área. Muitos dos  antigos itens que foram recuperados do local estão em exposição no Cairo, no Museu de Arte Islâmica.

## Capital egípcia
Fostate foi diversas vezes a capital do Egito durante cerca de 500 anos. Após a fundação da cidade em 641, sua autoridade foi ininterrupta até 750, quando a dinastia abássida revoltou-se contra o Califado Omíada. O conflito foi centrado não no Egito, mas noutras partes do mundo árabe. Quando os abássidas tomaram o poder, mudaram várias capitais para áreas mais controláveis. Tinham estabelecido o centro de seu califado em Bagdá, mudando a capital de Damasco. Movimentos similares foram feitas em todo califado. No Egito, mudaram a capital de Fostate, para um pouco ao norte da cidade abássida Alascar, que permaneceu a capital até 868. Quando os tulúnidas assumiram o controle em 868, a capital mudou rapidamente para outra cidade próxima ao norte, Alcatai. Isso durou apenas até 905, quando Alcatai foi destruída. A capital voltou para Fostate, onde permaneceu até a cidade ser incendiada sob ordens do vizir Xauar, em 1168, e o governo foi transferido para o Cairo.

## Origem do nome
Segundo a lenda, a localização de Fostate foi escolhida por um pássaro: uma pomba colocou um ovo na tenda de Anre ibne Alas (585–664), o conquistador muçulmano do Egito, pouco antes de marchar contra Alexandria, em 641. Seu acampamento naquela época ficava ao norte da romana Fortaleza da Babilônia. Anre declarou o ninho como um sinal de Deus, e a tenda ficou intocada quando ele e suas tropas foram à batalha. Quando voltaram vitoriosos, Anre disse aos soldados para armarem suas tendas, dando à sua nova capital seu nome, Micer Fostate (Miṣr al-Fusṭāṭ) Fostate Micer (Fusṭāṭ Miṣr).
A palavra Miṣr era uma raiz semítica que designava o Egito, mas em árabe também tem o significado de uma grande cidade ou metrópole (ou, como verbo, "civilizar"), então o nome Micer Fostate poderia significar "Metrópole da Tenda". Fostate Micer, por sua vez, significaria "Pavilhão do Egito". Os egípcios até hoje chamam o Cairo Miṣr, ou, coloquialmente, Maṣr, mesmo que seja o nome do país. É possível ainda que o nome Fostate seja apenas uma arabização do grego θοσσάτον, forma como a cidade foi referida num papiro bilíngue.

## História

### Primeiros séculos
Por milhares de anos, a capital do Egito foi transferida para diversos locais junto ao Nilo, como Tebas e Mênfis, dependendo de qual dinastia reinava. Depois que Alexandre, o Grande conquistou o Egito cerca de 331 a.C., a capital tornou-se a cidade com o nome dele, Alexandria, na costa do Mediterrâneo. A situação permaneceu estável por quase mil anos. Depois que o exército do califa Omar capturou a região, pouco depois a morte de Maomé, quis estabelecer nova capital. Quando Alexandria caiu em setembro de 641, Anre ibne Alas fundou nova capital na margem oriental do rio. A população era quase toda de soldados e suas famílias, e a disposição da cidade era semelhante à de uma guarnição. Anre pretendia que ela servisse de base à tomada do norte da África, bem como para novas campanhas contra o Império Bizantino e continuou sendo a base primária à marcha árabe na África até que Cairuão foi fundada na Ifríquia em 670.
Fostate foi parcialmente construída junto do rio, que na época seguia um curso mais a leste, e em parte num deserto alto, em forma de sela e estendendo-se por mais de quatro quilômetros de norte a sul. Desenvolveu-se como uma conjunto de zonas tribais (quitas) ao redor da mesquita e prédios administrativos. A maioria dos colonos eram do Iémen, mas também havia árabes do oeste da Arábia, alguns judeus e romanos mercenários. O árabe era a principal língua e a língua da escrita, mas o copta ainda era falado em Fostate no século VIII. Sua proximidade de Babilônia facilitou aos árabes o emprego e controle dos oficiais coptas. Sua mesquita serviu simultaneamente como lugar de oração, câmara do conselho, sala de tribunal, correios e alojamento para viajantes.

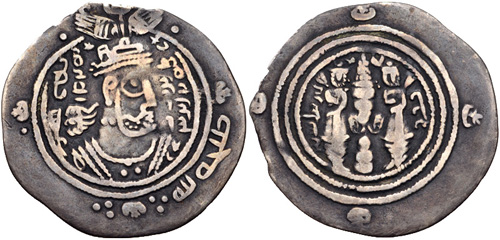
Dirrã árabo-sassânida de r.

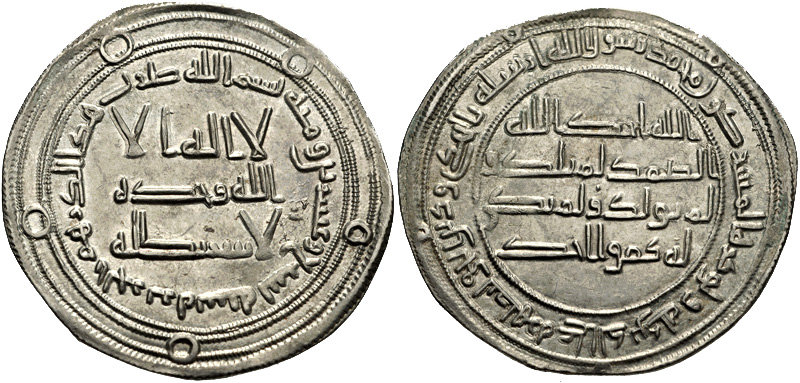
Dirrã de r.

Não muito longe da mesquita estava a casa de Anre e os armazéns do exército, bem como um almoçala, no qual, em janeiro em 664, orações foram oferecidas sobre o corpo de Anre, que faleceu. Sob o governador, Abedalá ibne Sade (644–656), Omar criou o divã em Fostate para o qual os impostos do Egito eram enviados; para abrigar o divã do caraje, havia um edifício perto da mesquita. Cada uma de suas quitas tinham suas mesquitas e todas elas, exceto duas, receberam seus minaretes em 673. Em pouco tempo, o plano original da cidade se alterou: os diferentes quitas foram separados por espaços abertos; zonas inteiras, sobretudo para o norte no deserto, foram abandonadas apenas para serem reocupadas depois; estruturas permanentes se multiplicaram. Como Fostate não era fortificada, em 684, quando a cidade foi tomada pelos carijitas, eles fizeram uma vala no lado leste para defendê-la contra o califa Maruane I (r. 684–685). O governador Abdalazize ibne Maruane (685–705), que fundou ou desenvolveu Heluã, onde tinha se refugiado da peste (689–690), também construiu casas, mercados cobertos e termas em Fostate. Algumas igrejas foram construídas e citadas ocasionalmente pelos cronistas. Mais a leste, entre Fostate e os penhascos de Mucatã, ficava o cemitério de Alcarafa.
Fostate também tinha armazéns montados junto ao Nilo para mercadorias transportadas pela água. Segundo Severo ibne Almocafa, quando o último califa omíada Maruane II (r. 744–750) passou pela cidade em 750, incendiou-a, inclusive seus estoques de algodão, cereais, palha e cevada. Os governadores abássidas não residiam no centro de Fostate, preferindo o antigo AlhAnrea Alcuçua, nos espaços abertos do acampamento original, para fundar o subúrbio de Alascar. Segundo Almacrizi, Fostate estava dividida em dois distritos — o superior com sua seção ocidental (terreno elevado ao sul no Nilo) e a seção oriental (resto do deserto até Alascar) e o inferior, incluindo o resto. Os abássidas tentaram ocupar um novo assentamento em Jabal Iaxcur, como refúgio de uma epidemia em 751, mas depois voltaram para Alascar, onde um "Palácio do Emirado" foi edificado e em 785-786, logo atrás dele, grande mesquita; em torno deles, cresceu uma cidade com lojas, mercados e casas. Em 786, sob Harune Arraxide, uma casa da moeda foi estabelecia em Alascar.

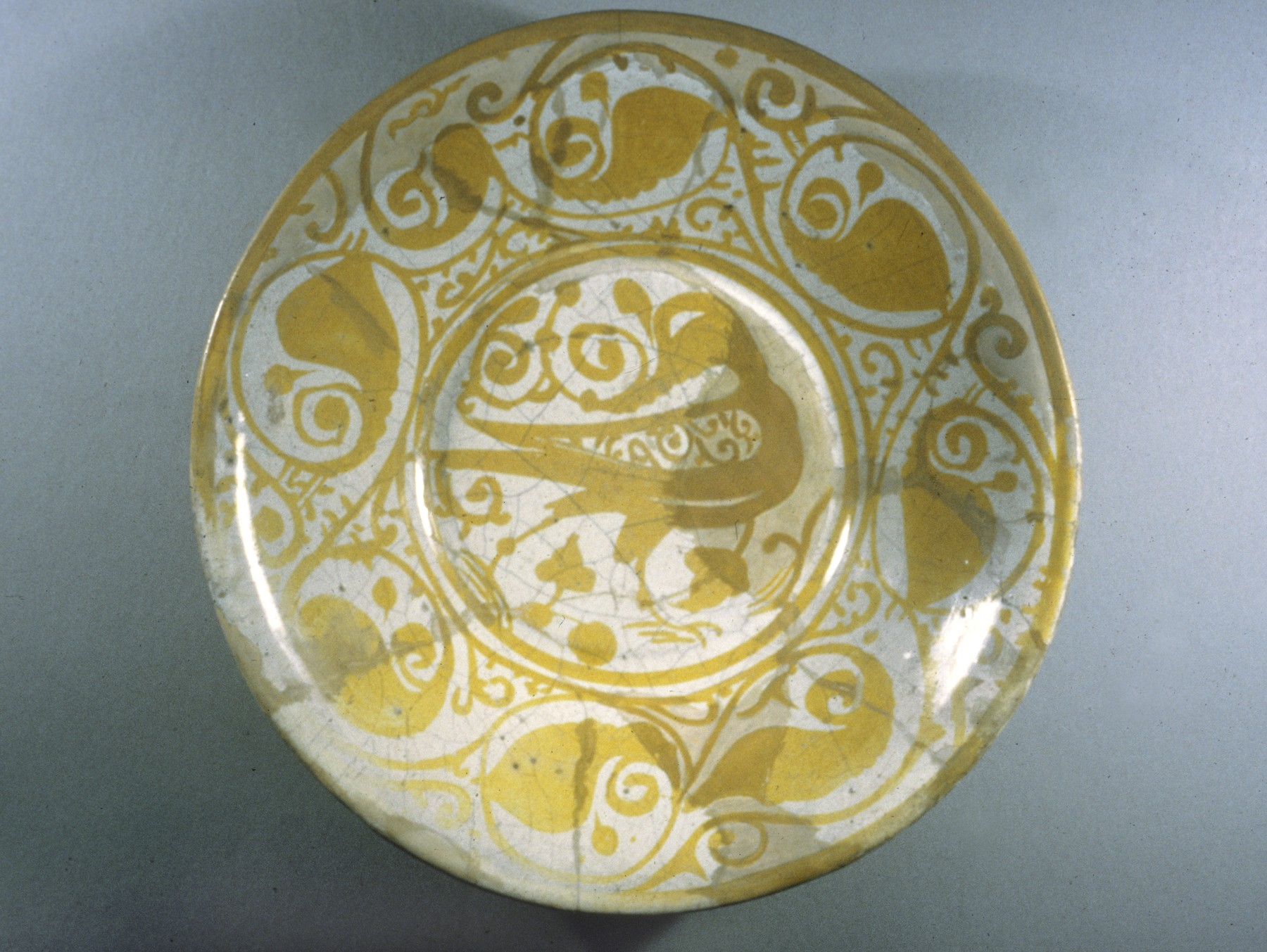
Prato de louça dourada com motivo de pássaro, século XI. Escavações em Fostate encontraram muitos fornos e fragmentos cerâmicos, indicando que provavelmente foi um local de produção importante à cerâmica islâmica durante o período fatímida

Em 861, Mutavaquil (r. 847–861) enviou Alfragano ali para supervisionar a construção de um nilômetro. O emir tulúnida Amade ibne Tulune (r. 868–884) criou a capital Alcatai, entre a ponta nordeste de Jabal Iaxcur (onde construiu sua mesquita) e o mexede de Saída Nafisa e a futura praça Rumaila. Ela continuou como capital até a queda tulúnida em 905, quando os abássidas demoliram o palácio de Amade. Em 1 de julho de 969, o general Jauar Assiquili do Califado Fatímida da Ifríquia conquistou Fostate. Pouco depois, em 8 de agosto, fundou nova cidade ao norte dela, chamada Cairo, e em 971 o califa Almuiz (r. 953–975) transferiu sua corte de Mançoria ao Cairo. A criação do Cairo não pôs fim à prosperidade de Fostate que, sob os fatímidas, foi uma das cidades mais ricas do mundo islâmico com edifícios de cinco a sete andares (Almocadaci, no século X, chamou-os minaretes, enquanto Nácer Cosroes, no começo do século XI, fala de 14 andares com jardins no último andar com rodas de água puxadas por bois para irrigação) abrigando centenas de pessoas, socos lotados em torno da mesquita, jardins e rede de ruas estreitas escavadas recentemente no planalto do deserto. O Cairo era sede dos califas e da aristocracia militar, enquanto Fostate, mais populosa, ficou como sede do comércio e indústria.
Nácer Cosroes escreveu sobre produtos exóticos e belos em seus mercados: cerâmicas iridescentes, cristais e muitas frutas e flores, mesmo durante os meses de inverno. Entre 975 e 1075 Fostate era um importante centro de produção de arte e cerâmica islâmica e uma das cidades mais ricas do mundo. Um relatório afirmou que pagou impostos, equivalentes a 150 mil dólares por dia, ao califa Almuiz. Escavações arqueológicas modernas também trouxeram artefatos comerciais de lugares tão distantes como Alandalus, China e a Indochina e enormes quantidades de cerâmicas muito finas e pedaços de vidro que confirmaram dados obtidos em textos em papiro e papel.
Suas oficinas foram iniciadas na técnica de lustre de decoração. No curso dos séculos XI-XII, se viu o florescimento de uma louça com decoração esculpida sob um esmalte monocromático, especialmente uma cor celadão chinesa verde acinzentada. No século XIII, ainda fabricava aço, cobre, sabão, cristal, madeira, vidro, papel, açúcar e têxteis. Em 1119, a cidade foi capaz de produzir uma enorme anel de cobre polido, graduado e medindo mais de dez côvados de diâmetro, pesando vários toneladas e destinado a atuar como um suporte para um aparelho para observações astronômicas.

### Destruição e declínio

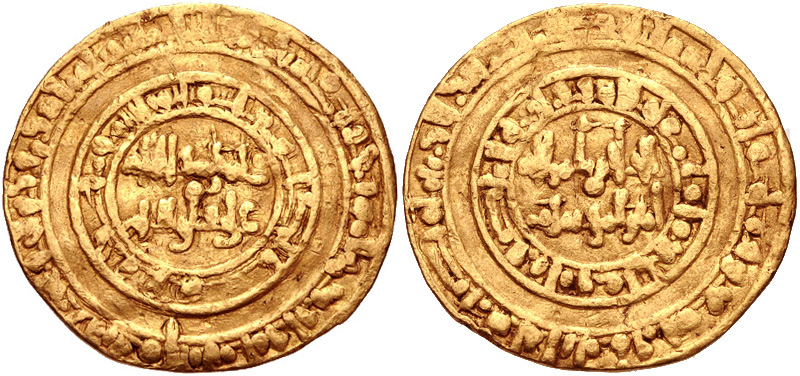
Dinar de Aláqueme Bianre Alá r.

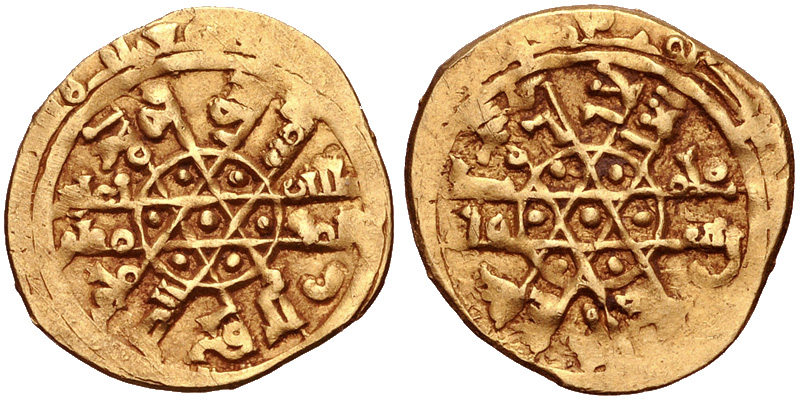
Dinar de Almostancir r.

Em 1020, em decorrência de uma revolta, sob ordens de Aláqueme Bianre Alá (r. 996–1021), Fostate foi incendiada. No reinado anárquico de Almostancir (r. 1036–1094), ao longo de um período de 18 anos (1054–1072), a cidade sofreu 16 anos de fome severa, que foram acompanhados por epidemias. Alascar, Alcatai e zonas inteiras dos distritos do deserto foram abandonadas. O vizir Badre Aljamali ordenou que os materiais dos edifícios arruinados fossem removidos para reuso no Cairo. Uma segunda operação desse tipo ocorreu entre 1101 e 1130; preocupava-se com aqueles edifícios que os proprietários, apesar de uma advertência geral, não haviam conseguido consertar. Em meados do século XII, reinava o califa Aladide (r. 1160–1171), cuja posição era sobretudo cerimonial. O verdadeiro poder no Egito era o vizir Xauar, que esteve envolvido em extensa intriga política durante anos, trabalhando para repelir os avanços tanto dos cruzados cristãos quanto das forças de Noradine (r. 1146–1174). Xauar conseguiu isso, mudando constantemente de alianças entre os dois, jogando-os uns contra os outros e, com efeito, mantendo-os num impasse, onde nenhum dos exércitos poderia atacar com sucesso o Egito sem ser bloqueado pelo outro.
O ano 1168-9 foi catastrófico. Os exércitos latinos do rei Amalrico I (r. 1162–1174), que vinha tentando há anos lançar um ataque bem-sucedido contra o Egito, a fim de expandir os territórios dos cruzados, finalmente alcançara uma certa quantidade de sucesso. Ele e seu exército entraram no Egito, saquearam a cidade de Bilbeis, mataram quase todos os seus habitantes e continuaram em direção a Fostate. Amalrico e suas tropas acamparam logo ao sul de Raçade, em Bircate Alhabaxe, e então enviaram uma mensagem a Aladide para entregar Fostate ou sofrer o mesmo destino de Bilbeis. Temendo que ocupassem Fostate, que não tinha muralhas para se defender e podia ser usada como base para atacar o Cairo, Xauar evacuou a cidade e sistematicamente a incendiou. A conflagração durou 54 dias. Apesar da destruição, Fostate foi depois reconstruída, mas na condição de um subúrbio moribundo, o centro do governo foi transferido permanentemente para o Cairo. Em 1166, Maimônides foi ao Egito e se instalou em Fostate, onde ganhou renome como médico e escreveu sua Mishné Torá (1180) e o Guia dos Perplexos (ca. 1191).

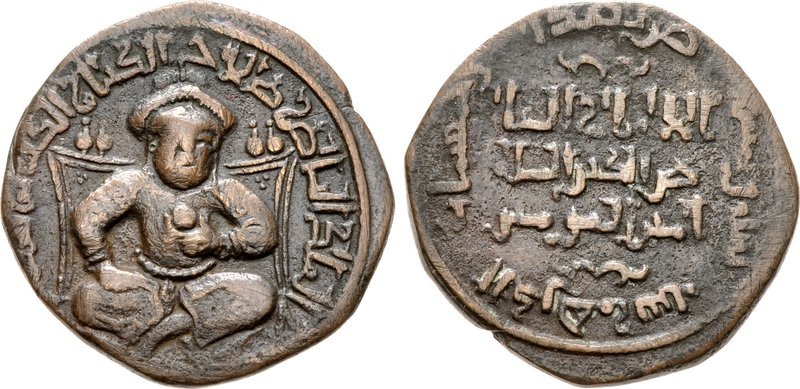
Dirrã de Saladino r.

Para evitar a repetição dos incidentes anteriores, o sultão Saladino (r. 1174–1193) construiu uma muralha da cidade cercando o Cairo, a cidadela e Fostate. Os restos da muralha podem ser vistos ao sul da cidadela, a 900 metros a leste e a sudeste da mesquita de Anre. Novos bairros foram construídos na terra abandonada pelo Nilo, enquanto os notáveis erigiram pavilhões de prazer junto da água. Os distritos orientais eram cada vez mais negligenciados, enquanto a mesquita de Anre permanecia um florescente centro de instrução religiosa até a grande praga de 749/1348. Sob os sultões mamelucos, o Cairo atraiu grande comércio; foram os socos do Cairo, não de Fostate, que os surpreendidos viajantes europeus descreveram. Fostate (cujo nome desaparece, sendo substituído por Micer) caiu na obscuridade. Permaneceu meramente a capital administrativa do Alto Egito, cuja produção era constantemente trazida de navio ás margens do rio.

### Fostate moderna
Na época da expedição de Napoleão (1798–1801), o Velho Cairo continha 10 000 habitantes, dos quais 600 eram coptas. Hoje, pouco resta da cidade. As três capitais, Fostate, Alascar e Alcatai foram absorvidas pelo crescente Cairo. Alguns dos edifícios antigos permanecem visíveis, mas grande parte do resto caiu em desuso, coberto de ervas daninhas ou usado como depósito de lixo. O prédio mais antigo da área é provavelmente a Mesquita de ibne Tulune, do século IX, que foi construída enquanto a capital ficava em Alcatai. A primeira mesquita já construída no Egito (e por extensão, a primeira mesquita construída na África), a Mesquita de Anre, ainda está em uso, mas foi extensivamente reconstruída ao longo dos séculos, e nada resta da estrutura original. Em fevereiro de 2017, o Museu Nacional da Civilização Egípcia foi inaugurado em um local adjacente à mesquita. Acredita-se que mais escavações arqueológicas poderiam render recompensas substanciais, considerando que os restos da cidade original ainda são preservados sob centenas de anos de lixo. Em 3 de abril de 2021, 21 múmias reais, incluindo de alguns dos mais famosos faraós egípcios como Ramessés II e a rainha Hatexepsute, foram transferidos do Museu Egípcio do Cairo para o novo Museu Nacional da Civilização Egípcia, em uma grande e faustosa cerimônia adequada ao seu estatuto régio. A cerimônia teve caráter de espetáculo, foi transmitida ao vivo e recebeu ampla cobertura internacional.